# Arhopala trionaea
Arhopala trionaea är en fjärilsart som beskrevs av Semper 1890. Arhopala trionaea ingår i släktet Arhopala och familjen juvelvingar. Inga underarter finns listade i Catalogue of Life.